# Amalfi (Italië)
Amalfi is een stad aan de Amalfikust in de provincie Salerno en de regio Campanië in Italië. Het is een kleine, toeristische stad met ongeveer 5400 inwoners. De stad is opgenomen in de UNESCO-lijst van Werelderfgoed. 

## Geschiedenis
In de hoge middeleeuwen was het een stadstaat, de Republiek Amalfi en een van de acht maritieme republieken. Daarmee was het een van de belangrijkste handelscentra aan Middellandse Zee. In de 11e eeuw werd hier de Tabula Amalphitana opgesteld waarin het maritieme recht werd vastgelegd. Deze wetten zouden tot in de 16e eeuw in gebruik blijven. Amalfi kende ook eeuwenlang een bloeiende ambachtelijke productie van papier, bambagina genaamd.

## Geografie
Amalfi ligt aan de westkust van Italië op een schiereiland, ongeveer 20 kilometer ten westen van Salerno en 30 kilometer ten zuiden van Napels. De geografische coördinaten zijn 40° 37' N. en 14° 35' O. De provincie waarin de stad ligt is vruchtbaar en staat bekend om de productie van citroenen en de daarvan gemaakte drank limoncello. De stad wordt omsloten door steile bergwanden.

## Bezienswaardigheden
- Duomo di Amalfi, kathedraal van Amalfi

## Verkeer en vervoer
Amalfi is bereikbaar vanaf Napels via de A3 en de SP1 en vanaf Salerno via de A3 en de SS163. Dichtstbijzijnde luchthaven is de Luchthaven Napels.

## Geboren in Amalfi
- Luca Botta (1882–1917), operazanger in New York

## Trivia
- Oscar Wildes komedie Lady Windermere's Fan (nu getiteld A Good Woman) speelt zich af in het Amalfi van 1930.
- De Belgische band Hooverphonic maakte in 2013 een lied over de plaats Amalfi.
- Een stadsgezicht van Amalfi is verwerkt in een aantal prenten van Maurits Cornelis Escher (Metamorfose I, II en III).
- Amalfi is ook als locatie gebruikt voor de film The Equalizer 3
- De serie Ripley (gebaseerd op de misdaadroman The Talented Mr. Ripley) uit 2024 is voor een groot deel ook hier opgenomen.

## Galerij

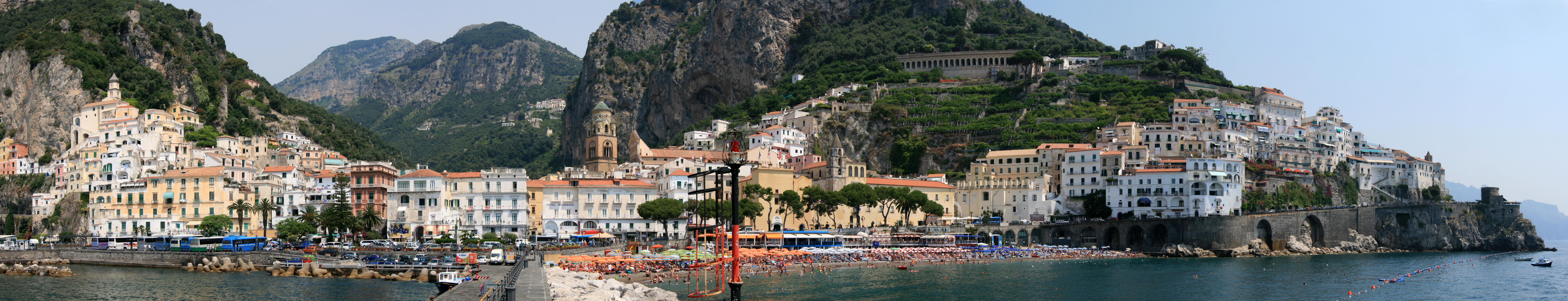
Panorama Amalfi

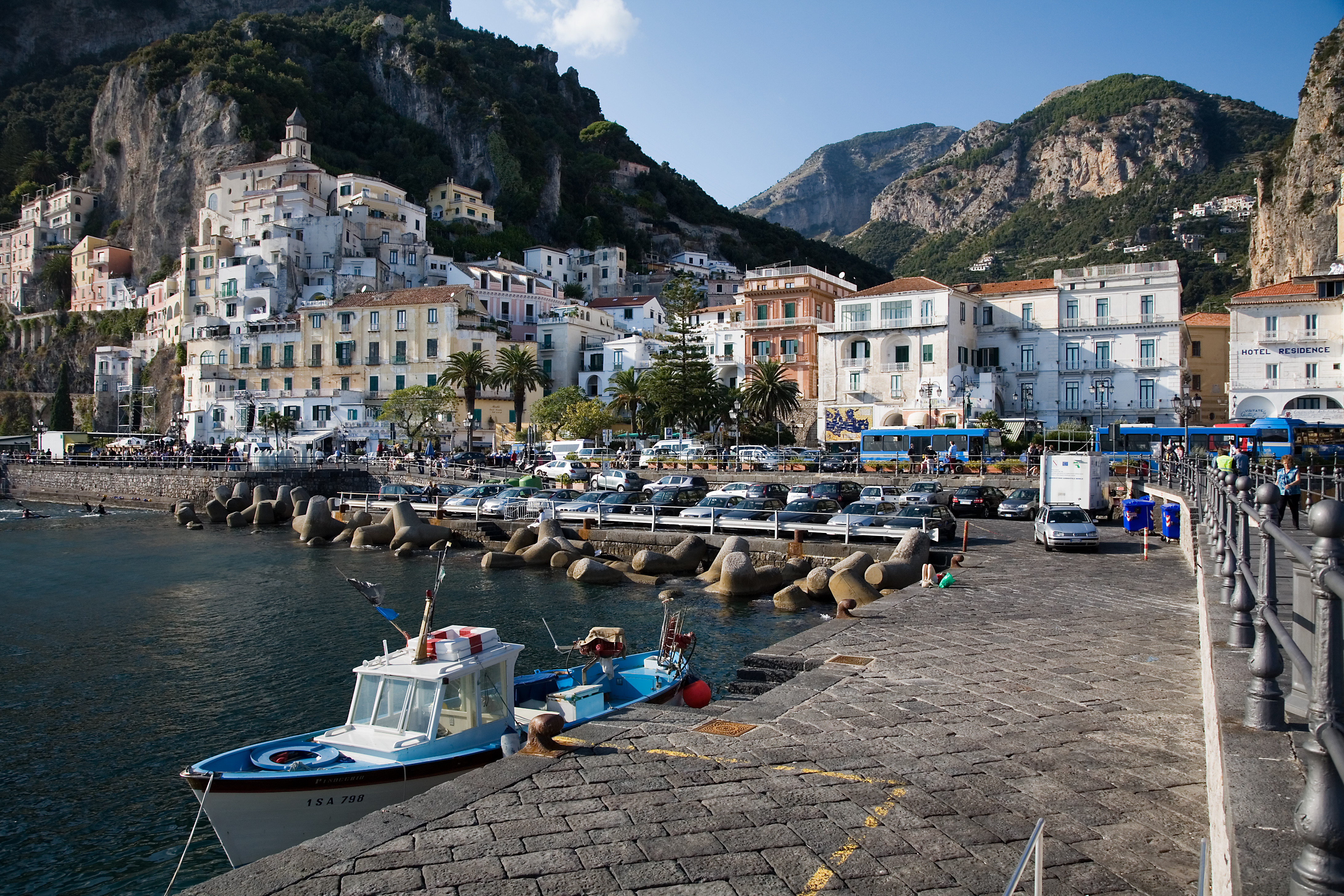
Haven
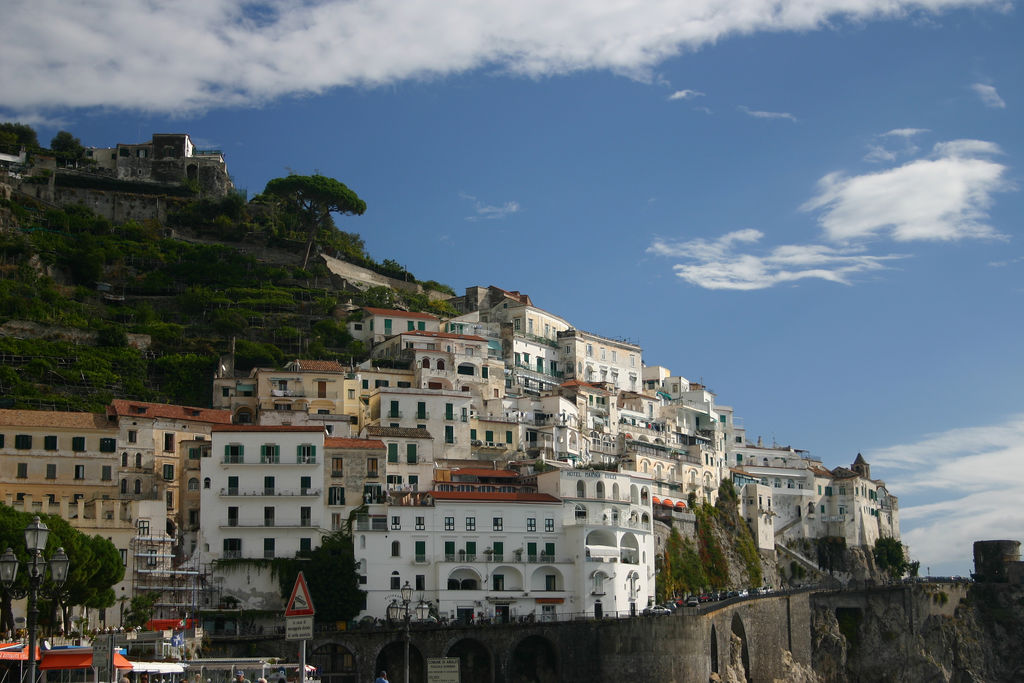
Zicht op Amalfi

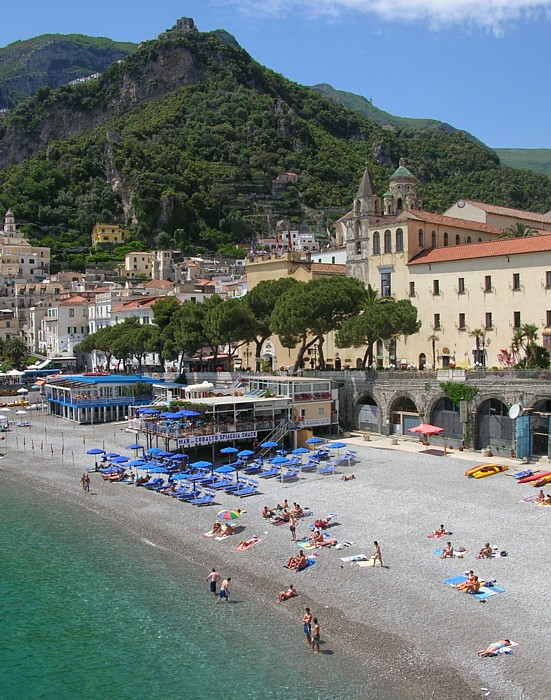
Het strand

## Links
- (it)  Website van de gemeente Amalfi
- Wandelingen in Amalfi

Acerno · Agropoli · Albanella · Alfano · Altavilla Silentina · Amalfi · Angri · Aquara · Ascea · Atena Lucana · Atrani · Auletta · Baronissi · Battipaglia · Bellizzi · Bellosguardo · Bracigliano · Buccino · Buonabitacolo · Caggiano · Calvanico · Camerota · Campagna · Campora · Cannalonga · Capaccio · Casal Velino · Casalbuono · Casaletto Spartano · Caselle in Pittari · Castel San Giorgio · Castel San Lorenzo · Castelcivita · Castellabate · Castelnuovo Cilento · Castelnuovo di Conza · Castiglione del Genovesi · Cava de' Tirreni · Celle di Bulgheria · Centola · Ceraso · Cetara · Cicerale · Colliano · Conca dei Marini · Controne · Contursi Terme · Corbara · Corleto Monforte · Cuccaro Vetere · Eboli · Felitto · Fisciano · Furore · Futani · Giffoni Sei Casali · Giffoni Valle Piana · Gioi · Giungano · Ispani · Laureana Cilento · Laurino · Laurito · Laviano · Lustra · Magliano Vetere · Maiori · Mercato San Severino · Minori · Moio della Civitella · Montano Antilia · Monte San Giacomo · Montecorice · Montecorvino Pugliano · Montecorvino Rovella · Monteforte Cilento · Montesano sulla Marcellana · Morigerati · Nocera Inferiore · Nocera Superiore · Novi Velia · Ogliastro Cilento · Olevano sul Tusciano · Oliveto Citra · Omignano · Orria · Ottati · Padula · Pagani · Palomonte · Pellezzano · Perdifumo · Perito · Pertosa · Petina · Piaggine · Pisciotta · Polla · Pollica · Pontecagnano Faiano · Positano · Postiglione · Praiano · Prignano Cilento · Ravello · Ricigliano · Roccadaspide · Roccagloriosa · Roccapiemonte · Rofrano · Romagnano al Monte · Roscigno · Rutino · Sacco · Sala Consilina · Salento · Salerno · Salvitelle · San Cipriano Picentino · San Giovanni a Piro · San Gregorio Magno · San Mango Piemonte · San Marzano sul Sarno · San Mauro Cilento · San Mauro la Bruca · San Pietro al Tanagro · San Rufo · San Valentino Torio · Sant'Angelo a Fasanella · Sant'Arsenio · Sant'Egidio del Monte Albino · Santa Marina · Santomenna · Sanza · Sapri · Sarno · Sassano · Scafati · Scala · Serramezzana · Serre · Sessa Cilento · Siano · Sicignano degli Alburni · Stella Cilento · Stio · Teggiano · Torchiara · Torraca · Torre Orsaia · Tortorella · Tramonti · Trentinara · Valle dell'Angelo · Vallo della Lucania · Valva · Vibonati · Vietri sul Mare